# Edra
Élcio Danilo Russo Amorim (Caratinga, 21 de janeiro de 1960), mais conhecido como Edra, é um cartunista brasileiro. Iniciou sua carreira no Correio Braziliense em 1980, trabalhando também no Jornal de Brasília e Correio do Brasil, onde foi responsável pelo Suplemento Infantil Clubinho. Já venceu diversos salões de humor, incluindo o Salão Internacional de Humor do Piauí e o Concurso Por Su Salud, No Fume!, de Buenos Aires.
Foi chargista do Diário de Caratinga por 13 anos e publicou 27 livros, entre eles Chulé (1993, com tirinhas), Bagunçaram o meu coreto (1997, de charges), Se rir eu choro... (1998, cartuns), O que vier eu traço (2003, cartuns, charges e caricatura), E foi assim... (2005, sobre a história do Carnaval caratinguense), entre outros. É também idealizador e realizador do Salão Internacional de Humor de Caratinga, desde 1998, e idealizador e diretor da Casa Ziraldo de Cultura, fundador da Gibiteca Turma do Pererê, presidente da Associação Estação Cultural de Caratinga e parte do Conselho Diretor do Movimento Amigos de Caratinga.
Em março de 2018, Edra lançou o livro Ao mestre com carinho - Ziraldo 85 no traço de 85 talentosos cartunistas (editora Melhoramentos), no qual reuniu 85 cartunistas, quadrinistas e ilustradores de todo o Brasil que fizeram desenhos em homenagem a Ziraldo, que completara 85 anos em outubro de 2017. A ideia do livro veio após uma exposição em homenagem a Ziraldo realizada com 2012 no Salão Internacional de Humor de Caratinga, que contou com mais de 200 desenhos em homenagem ao desenhista, que é natural da cidade. Por este livro, Edra ganhou em 2019 o 31º Troféu HQ Mix na categoria "grande homenagem".